# Distichlis distichophylla
Distichlis distichophylla är en gräsart som först beskrevs av Jacques-Julien Houtou de La Billardière, och fick sitt nu gällande namn av Norman Carter Fassett. Distichlis distichophylla ingår i släktet Distichlis och familjen gräs. Inga underarter finns listade i Catalogue of Life.